# کیلاپایون

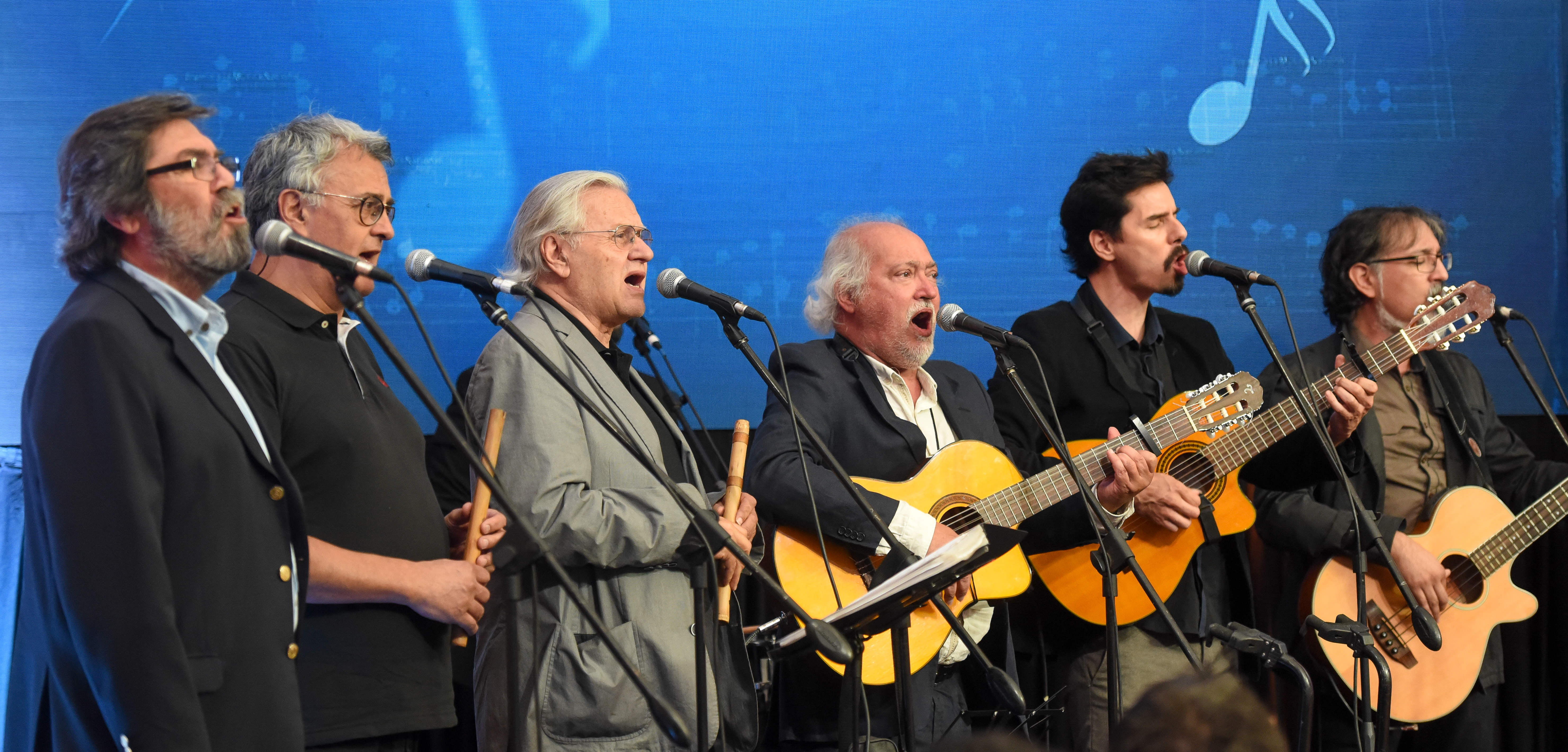
کیلاپایون در سال ۲۰۱۷

کیلاپایون (اسپانیایی: Quilapayún‎) نام یک گروهِ موسیقی فولکلور از کشور شیلی است.
این گروه، یکی از پایدارترین و تأثیرگذارترین نمایندگانِ جنبش «ترانه‌سرایی نوین» شیلی محسوب می‌شود. موسیقیِ آنها، پیوندی ناگسستنی با وقایع سیاسی شیلی در دوران حکومت سالوادور آلنده و پس از آن دارد. اعضایِ کیلاپایون، سال‌ها در تبعید و در کشور فرانسه به سر بردند.
سرانجام پس از مدت‌ها و در سال ۲۰۰۲ میلادی، به دنبال اختلافاتی مابین اعضای اصلی، بر سرِ خطِ مشی فکری و آیندهٔ گروه، کیلاپایون به دو گروه مجزا تقسیم شد: «کیلاپایون-تاریخی (قدیمی)» (در شیلی) و «کیلاپایون-فرانسه» (در فرانسه)
واژهٔ کیلاپایون در گویش سرخپوستان آمریکای لاتین به معنی «سه ریش» است و در واقع نامِ این گروه موسیقی، اشاره‌ای طنزآمیز به ظاهر و ترکیبِ مردانهٔ سه دانشجویی داشت که در سال ۱۹۶۵ میلادی، کیلاپایون را بنیان نهادند. مدتی کوتاه پس از تأسیس گروه، ویکتور خارا هم به آنها پیوست و مدیریت هنری گروه را به عهده گرفت. کیلاپایون از همان آغاز، از سازهای محلی و بومی سرخپوستان، برای خواندن اشعار و ترانه‌های سیاسی-اجتماعی خود بهره می‌گرفتند.
یکی از ترانه‌های مشهور آنان «ملت متحد، هیچگاه شکست نخواهد خورد» (اسپانیایی: El pueblo unido jamás será vencido‎) نام دارد که آهنگ و ملودی آن، در جریانِ مبارزات سیاسی و وقایع انقلاب ۱۳۵۷ ایران، الهام‌بخشِ سرودی انقلابی با عنوان «برپا خیز، از جا کن، بنای کاخ دشمن» بود که با شعری از سیاوش کسرایی و توسط اعضای «کنفدراسیون دانشجویی ایران» اجرا شد.